# Istigobius hoesei
Istigobius hoesei és una espècie de peix de la família dels gòbids i de l'ordre dels perciformes.

## Morfologia
Els mascles poden assolir els 6 cm de longitud total.

## Distribució geogràfica
Es troba a les badies properes a Sydney (Nova Gal·les del Sud, Austràlia) i, probablement també, a Guadalcanal (Salomó).